# Торопов, Владимир Иванович
Владимир Иванович Торопов (26 ноября 1938, село Рождественское Шарьинского района Костромской области — 10 мая 1996, город Кострома) — советский государственный деятель, 1-й секретарь Костромского обкома КПСС, председатель Костромского областного совета народных депутатов. Кандидат в члены ЦК КПСС в 1986—1990 годах. Народный депутат России (1990—1993).

## Биография
С 1956 года — лаборант Буйского сельскохозяйственного техникума Костромской области.
В 1962 году окончил Костромской сельскохозяйственный институт «Караваево». Работал ассистентом кафедры Костромского сельскохозяйственного института.
Член КПСС с 1962 года.
В 1962—1965 годах — комсомольский организатор (комсорг) Костромского областного комитета ВЛКСМ, секретарь комитета ВЛКСМ Костромского территориального производственного колхозно-совхозного объединения Костромской области, 1-й секретарь районного комитета ВЛКСМ.
В 1965—1973 годах — 2-й секретарь, 1-й секретарь Костромского областного комитета ВЛКСМ.
В 1973—1978 годах — 1-й секретарь Островского районного комитета КПСС Костромской области.
В 1978—1981 годах — заведующий отделом Костромского областного комитета КПСС.
В 1981—1984 годах — начальник Костромского областного управления сельского хозяйства.
В 1982 году окончил Академию общественных наук при ЦК КПСС.
В 1984 — январе 1986 года — 1-й заместитель председатель исполнительного комитета Костромского областного совета народных депутатов — председатель Совета агропромышленного объединения Костромской области.
4 января 1986 — август 1991 года — 1-й секретарь Костромского областного комитета КПСС.
В апреле 1990 — августе 1991 года — председатель Костромского областного совета народных депутатов.
Народный депутат России (1990—1993), входил в состав фракции «Коммунисты России».
С 1991 года — президент и генеральный директор АО «Агрос».

## Награды и звания
- орден Трудового Красного Знамени
- два ордена «Знак Почета»
- медаль «За доблестный труд. В ознаменование 100-летия со дня рождения Владимира Ильича Ленина» (1970)
- медали
- Почетный гражданин Костромской области (10.07.2014, посмертно)